# Ancien Sansad Bhavan
Le Sansad Bhavan (hindi : संसद भवन) est le siège du Parlement de l'Inde à New Delhi jusqu'en 2023.
Construit sous le nom de House of Parliament à partir de 1921 pour abriter la législature du Raj britannique puis, le Sansad Bhavan accueille de 1947 à 1950 l'Assemblée constitutionnelle.

## Architecture
Le Sansad Bhavan a une forme circulaire basée sur le chakra d'Ashoka. La structure extérieure est supportée par 257 piliers de granit.
Trois salles ont été construites afin d'accueillir les sessions de la Chambre des princes, du Conseil d'État et de l'Assemblée législative. 
Le bâtiment est entouré de jardins et le terrain est fermé par une clôture de grès (jali) inspiré de la Grande Stupa de Sanchi. 
Le hall central est circulaire et porte un dôme de 29,87 mètres.

## Histoire

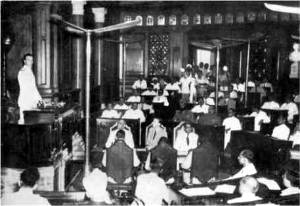
Le vice-roi Louis Mountbatten s'adressant à la Chambre des princies en 1947.

Originellement nommé House of Parliament (« Hôtel du Parlement »), le bâtiment est conçu par les architectes britanniques Edwin Lutyens et Herbert Baker en 1912-1913 pour accueillir la législature du Raj britannique. 
La construction débute en 1921 et le bâtiment est officiellement ouvert le 18 janvier 1927 par lord Irvin, alors vice-roi des Indes. La troisième session de l'Assemblée législative centrale y commence ses travaux le 19 janvier 1927. 
Le hall central a d'abord servi de bibliothèque pour les assemblées de la législature avant d'être converti en 1946 en salle de réunion pour l'Assemblée constituante. La salle a accueilli la cérémonie de transfert des pouvoirs du Raj au nouveau gouvernement indépendant en 1947, ainsi que les travaux de rédaction de la Constitution du 9 décembre 1946 au 26 novembre 1949. Aujourd'hui, le hall central accueille les réunions conjointes des deux chambres, notamment à l'ouverture de chaque session pour le discours du président. Le reste du temps, le hall est un lieu de discussions informelles pour les membres du Parlement.
Le 13 décembre 2013, il subit un attaque terroriste faisant 9 tués parmi la police et les employés, les 5 assaillants sont morts.
Un musée du Parlement a ouvert en 2006.

## Numismatique
Le Sansad Bhavan est représenté, avec une carte de l'Inde, sur la pièce de 50 paise depuis 1988.

## Galerie

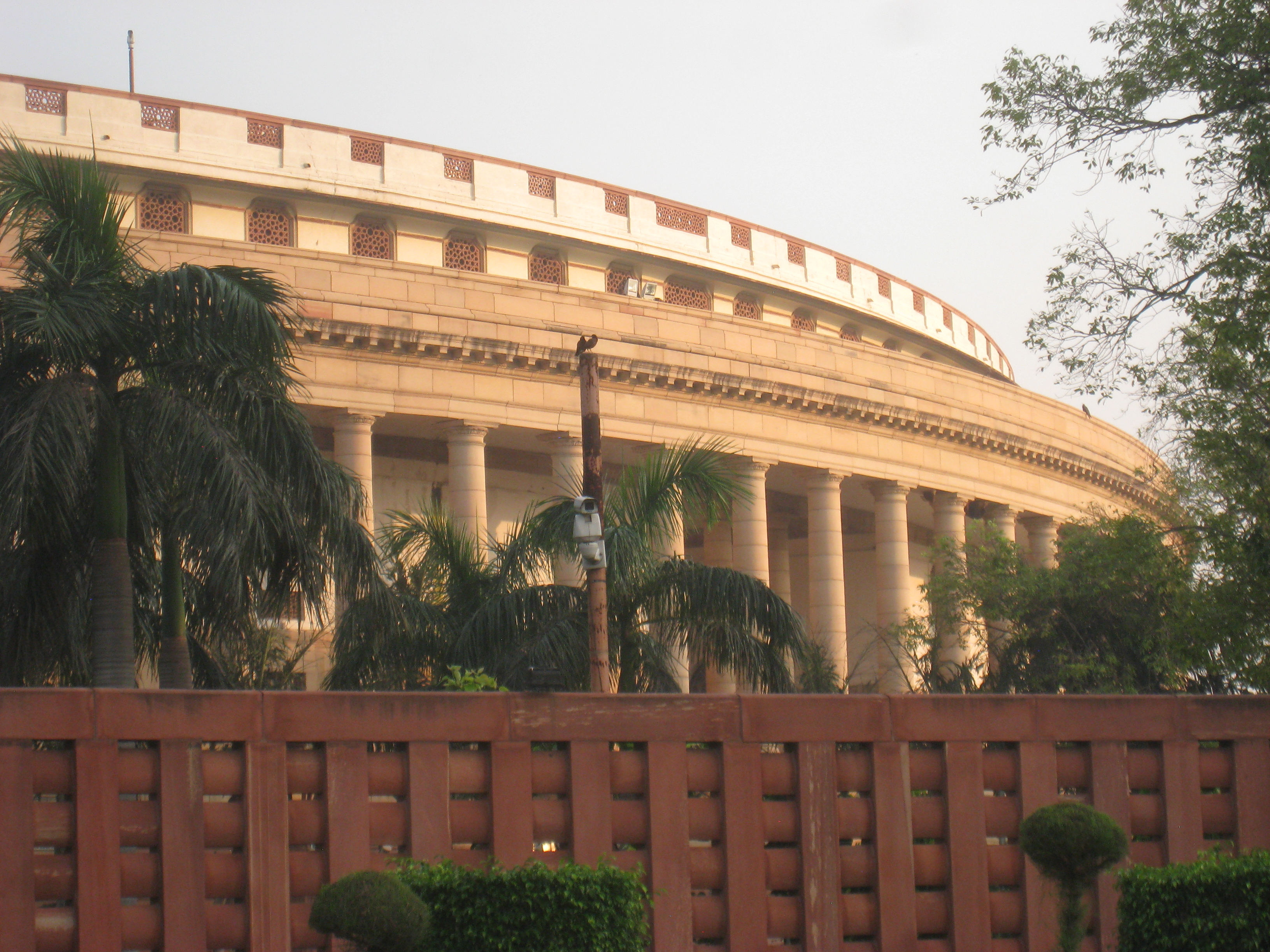
Colonnade du Sansad Bhavan.
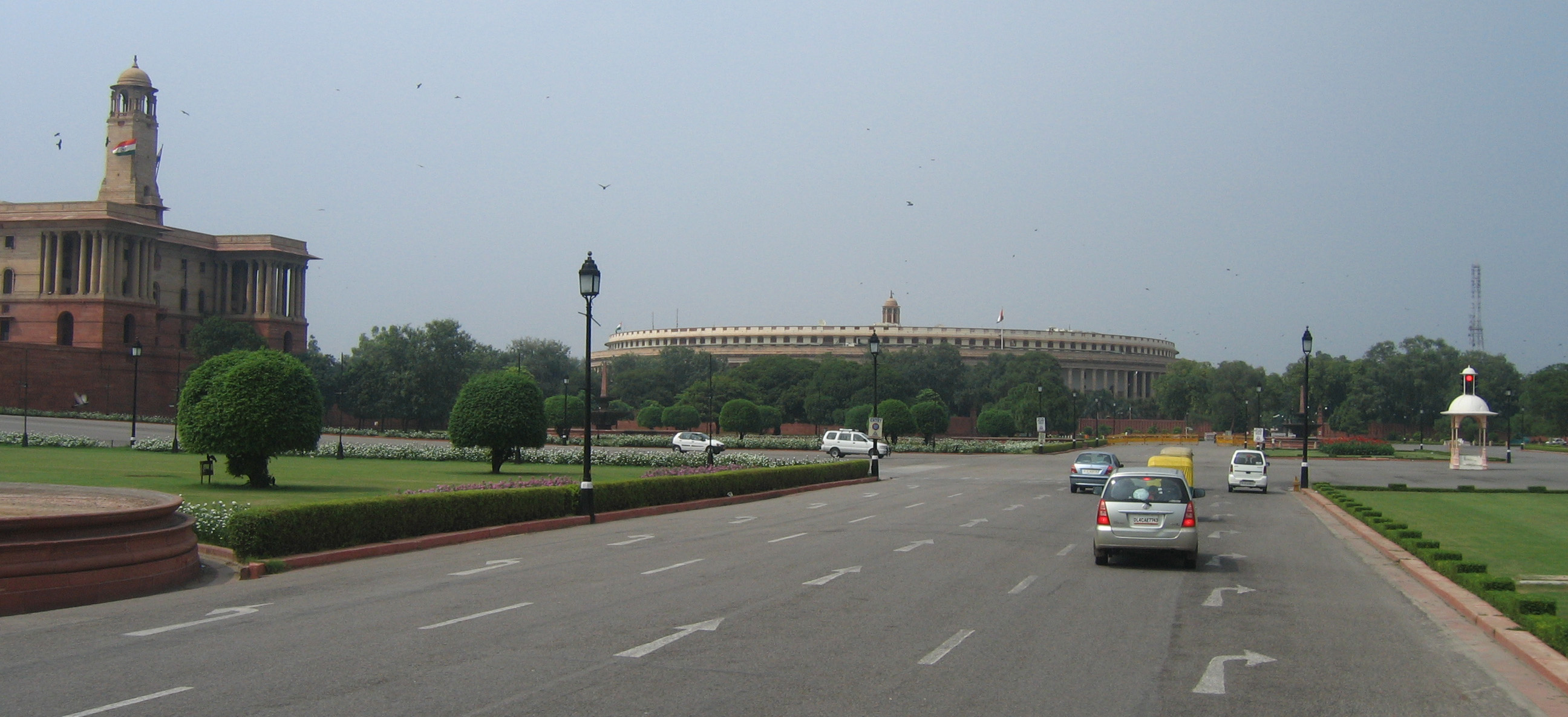
Le Sansad Bhavan à proximité de l'édifice nord du Secrétariat central.
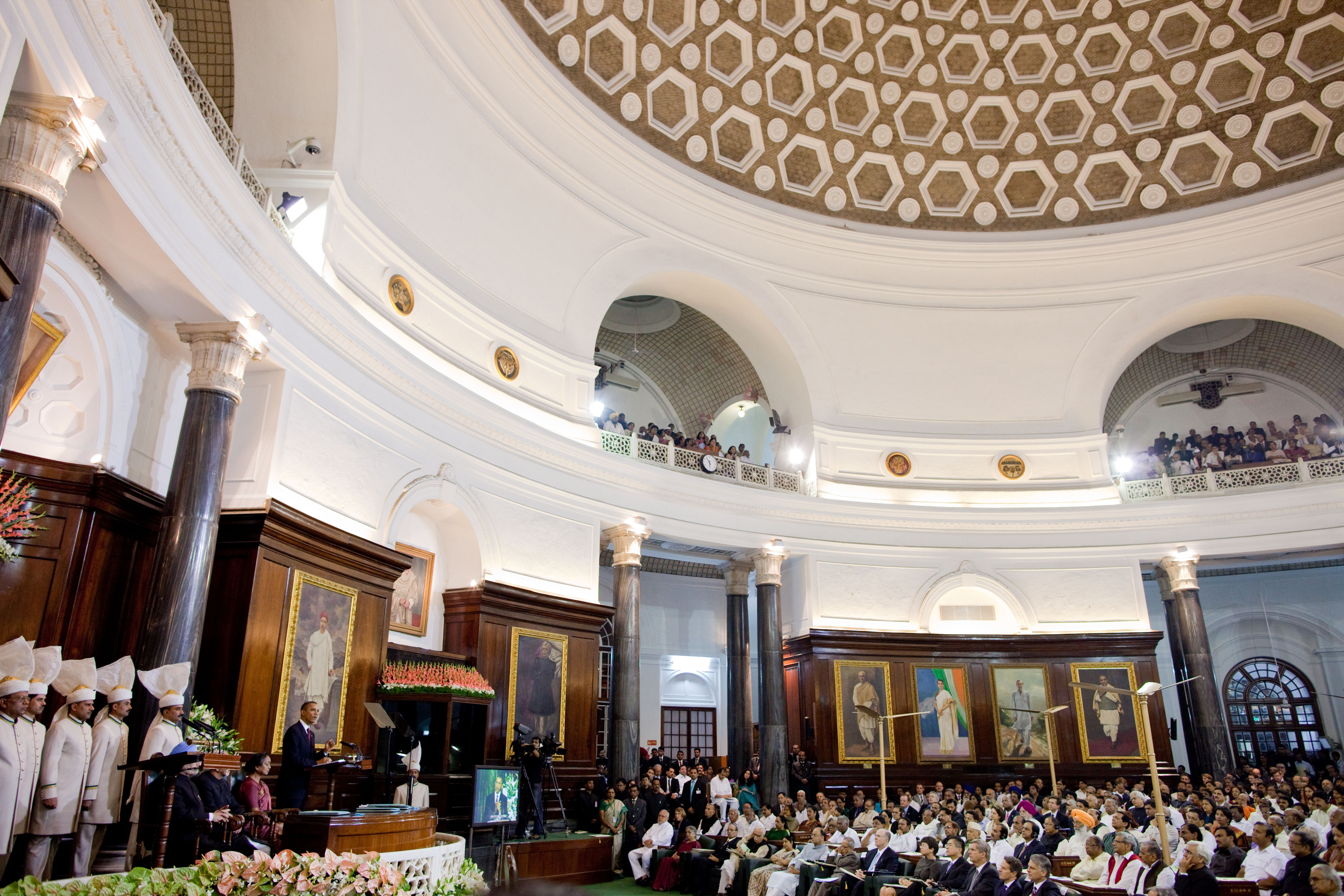
Barack Obama s'adressant aux chambres réunies dans le hall central du Sansad Bhavan.